# ويليام بلوم
ويليام بلوم (بالإنجليزية: William Blum)‏ (6 مارس 1933 - 9 ديسمبر 2018) هو مؤرخ وكاتب صحفي أمريكي معروف بانتقاد السياسة الخارجية لبلده.

## حياته
وُلد بلوم في مستشفى بيث موسيس في بورو بارك، بروكلين، لروث (ني كاتز) وإيزيدور بلوم، وهما من المهاجرين اليهود البولنديين. كان والده ميكانيكيًا. تخرج من مدرسة إيراسموس هول الثانوية وحصل على شهادة في المحاسبة عام 1955 من كلية سيتي كوليدج للأعمال والإدارة المدنية، والتي أصبحت فيما بعد كلية باروخ بجامعة نيويورك. بدأ العمل كمبرمج كمبيوتر لشركة آي بي إم، ثم انتقل إلى وزارة الخارجية فيما بعد. كان لديه طموح في أن يصبح ضابطًا في السلك الدبلوماسي، كما أوضح «للمشاركة في الحملة الصليبية الكبرى ضد الشيوعية». أصيب بلوم بخيبة أمل بسبب حرب فيتنام وتم إقناعه بمغادرة منصبه الحكومي في عام 1967.

## الصحافة
بحلول ذلك الوقت، كان قد شارك بالفعل في الاحتجاجات المناهضة للحرب وأصبح مؤسس ورئيس تحرير صحيفة واشنطن فري برس، وهي صحيفة بديلة تصدر كل أسبوعين ولم تدم طويلاً.
في عام 1969، كتب ونشر عرضًا لوكالة المخابرات المركزية تم فيه الكشف عن أسماء وعناوين أكثر من 200 موظف في وكالة المخابرات المركزية. عمل كصحفي مستقل في الولايات المتحدة وأوروبا وأمريكا الجنوبية. في 1972-1973، عمل بلوم كصحفي في تشيلي حيث كتب عن «التجربة الاشتراكية» لحكومة أليندي. في منتصف السبعينيات، عمل في لندن مع ضابط وكالة المخابرات المركزية السابق فيليب أجي ورفاقه «في مشروعهم لفضح موظفي وكالة المخابرات المركزية وآثامهم»، ودعم نفسه في كتاباته ومشاركاته في التحدث في حرم الجامعات. تم إدراج إحدى قصصه عن العراق بواسطة Project Censored كواحدة من أفضل عشر قصص خاضعة للرقابة في عام 1998.
كرس بلوم في كتبه وأعمدته على الإنترنت اهتمامًا كبيرًا لتدخلات وكالة المخابرات المركزية ومؤامرات الاغتيال. وصف نعوم تشومسكي كتاب بلوم قتل الأمل: التدخلات العسكرية الأمريكية ووكالة المخابرات المركزية منذ الحرب العالمية الثانية، بأنه أفضل كتاب عن هذا الموضوع بعيدًا وبعيدًا". دعم بلوم حملات رالف نادر الرئاسية. قام بتوزيع رسالة إخبارية شهرية عبر البريد الإلكتروني بعنوان "تقرير مكافحة الإمبراطورية". وصف بلوم مهمة حياته بأنها: "إن لم تنته، على الأقل إبطاء الإمبراطورية الأمريكية. على الأقل جرح الوحش. إنها تسبب الكثير من المعاناة حول العالم."
في مقابلة مع C-SPAN في عام 2006، صرح بلوم: «بالحديث عن السياسة الخارجية للولايات المتحدة، وهو تخصصي، فإن المؤلفين الذين أوصي بهم كثيرًا هم مايكل بارينتي ونعوم تشومسكي وإدوارد هيرمان وهوارد زين وألكسندر كوكبيرن.»

### بيان أسامة بن لادن
في أوائل عام 2006، أصبح بلوم لفترة وجيزة موضوع اهتمام وسائل الإعلام على نطاق واسع عندما أصدر أسامة بن لادن بيانًا عامًا نقل فيه عن بلوم وأوصى بأن يقرأ جميع الأمريكيين الدولة المارقة: دليل القوة العظمى الوحيدة في العالم. نتيجة لهذا الذكر، زادت مبيعات كتابه بشكل كبير. وعلق بلوم: «لقد فوجئت تمامًا وصدمت واستمتعت عندما علمت بما قاله». «كنت سعيدًا. كنت أعلم أنه سيساعد على بيع الكتاب ولم يزعجني من الذي جاء منه. إذا شارك معي كراهية عميقة لجوانب معينة من السياسة الخارجية الأمريكية، فلن أرفض أي تصديقه على الكتاب. أعتقد أنه من الجيد أنه يشارك هذه الآراء وأنا لست منزعجًا من ذلك». وفيما يتعلق بتأييد بن لادن، قال بلوم: «هذا يكاد يكون جيدًا مثل كتاب أوبرا». في مقابلة مع MSNBC Countdown ، قال: «إن السياسة الخارجية للولايات المتحدة هي التي تخلق إرهابيين مناهضين لأمريكا. إنها الأشياء التي نقوم بها للعالم. ليس الأمر، كما يخبرنا البيت الأبيض، أنهم يكرهون حريتنا وديمقراطيتنا. هذه مجرد دعاية».
في مقال نشر في 22 مايو 2006 بعنوان «اخرج من البيت الأبيض مع رفع يديك»، كتب بلوم: «منذ توصية بن لادن، 19 يناير، لم يُعرض علي أي خطاب حديث في أي جامعة...هذا على الرغم من أن الفترة من يناير إلى مايو هي عادة الفترة الأكثر نشاطًا بالنسبة لي وللمتحدثين الآخرين في الحرم الجامعي».

## الوفاة
توفي بلوم في 9 ديسمبر 2018 في أرلينغتون بولاية فيرجينيا بسبب فشل كلوي عن عمر يناهز 85 عامًا بعد سقوط في شقته قبل شهرين.

## المؤلفات
- 1986 : وكالة المخابرات المركزية: تاريخ منسي.
- 1995 : قتل الأمل: التدخلات العسكرية الأمريكية ووكالة المخابرات المركزية منذ الحرب العالمية الثانية.
- 2000 : الدولة المارقة: دليل القوة العظمى الوحيدة في العالم.
- 2002 : منشق الكتلة الغربية: مذكرات الحرب الباردة.
- 2004 : تحرير العالم حتى الموت: مقالات عن الإمبراطورية الأمريكية.
- 2013 : أخطر الصادرات الأمريكية: الديمقراطية - الحقيقة حول السياسة الخارجية الأمريكية وكل شيء آخر.

## الوصلات الخارجية
- ويليام بلوم على موقع IMDb (الإنجليزية)
- ويليام بلوم على موقع قاعدة بيانات الفيلم (الإنجليزية)